# Calamagrostis zenkeri
Calamagrostis zenkeri är en gräsart som först beskrevs av Carl Bernhard von Trinius, och fick sitt nu gällande namn av Gerrit Davidse. Calamagrostis zenkeri ingår i släktet rör, och familjen gräs. Inga underarter finns listade i Catalogue of Life.